# 대전용산초등학교
대전용산초등학교는 대한민국 대전광역시 유성구에 있는 초등학교다.

## 학교 연혁
- 2004. 05. 20 대전광역시 교육위원회 임시회의에서 설립계획 의결
- 2004. 05. 20 학교 명칭과 위치결정 -  대전용산초등학교 (Daejeon Yongsan Elementary School)
- 2007. 09. 01 초대공모교장 임성찬 교장선생님 취임
- 2007. 09. 01 대전용산초등학교 개교 (6학급 편성)
- 2007. 10. 19 대전용산초등학교 개교기념식
- 2008. 03. 01 12학급 편성 (6학급 증설)
- 2008. 03. 07 대전용산초등학교 병설유치원 개원
- 2008. 09. 01 13학급 편성 (1학급 증설)
- 2008. 12. 16 e-러닝 선도학교 최우수학교 표창(교육감)
- 2009. 03. 01 14학급 편성 (1학급 증설)
- 2009. 07. 01 창의경영학교(사교육 절감형) 교과부 선정 (3년 운영)
- 2009. 09. 03 학부모 서비스 활용평가 우수학교 표창(교육감)
- 2011. 03. 01 21학급 편성 (3학급 증설 - 특수 1학급 포함)
- 2011. 09. 01 융합인재교육(STEAM) 시범연구학교 시지정(1년 6월 운영)
- 2011. 12. 22 학교급식 우수학교 표창(교육장)
- 2011. 12. 30 인성교육 우수브랜드학교 표창(교육감)
- 2011. 12. 31 학교평가 최우수학교 표창(교육과학기술부장관)
- 2012. 03. 01 창의경영학교(영어모델학교) 교과부 선정 (3년 운영)
- 2012. 11. 29 융합인재교육(STEAM) 우수학교 표창(교육과학기술부장관)
- 2012. 12. 12 학교급식 우수학교 표창(교육장)
- 2012. 12. 17 지속성장 발전가능 우수학교 표창(교과부장관)
- 2013. 01. 18 2012학년도 학교평가 최우수학교 표창(교육감)
- 2014. 02. 14 제7회 졸업(졸업생99명, 졸업생 누계 499명)

## 학교 상징
- 교화 : 철쭉 - 봄에 붉은 꽃이 정열적이며 전국의 산에 고루 분포하고 있는 철쭉은 겨울에도 잎이 있고 강인한 생명력을 가르친다.‘사랑의 기쁨’, ‘사랑의 즐거움’의 꽃말을 가진 철쭉은 사랑이 넘치는 용산교육의 표상이다.
- 교목 : 느티나무 - 각 마을의 어귀에 정자로 많이 볼 수 있는 느티나무는 시원한 그늘을 만들어 주고 사람들의 휴식처로 봉사한다. 우리 용산어린이들이 큰 인물이 되어 사회에 봉사하라는 큰 의미를 담고 있다.

## 참고 자료
- 대전용산초등학교 - 한국교육학술정보원 학교알리미